# Schwertwespen
Die Schwertwespen (Xiphydriidae) sind eine Familie der Pflanzenwespen, deren Larven in Holz leben.

## Merkmale
Die Schwertwespen ähneln den Holzwespen (Siricidae), mit denen sie früher in einer Überfamilie zusammengefasst worden waren. Im Unterschied zu diesen ist die Hals-(Cervical-)Region auffallend langgestreckt mit langen Cervicalskleriten, der Kopf also deutlich und weit vom Rumpf abgesetzt. Durch dieses Merkmal sind sie am leichtesten von anderen Pflanzenwespen unterscheidbar. Die Körperlänge beträgt zwischen 4 und 25 Millimeter (ohne Legebohrer). Der Körper wirkt meist gedrungen, nicht so schmal und langgestreckt wie bei den anderen holzbewohnenden Pflanzenwespen. Die Antennen sind langgestreckt und bestehen aus 13 bis 25 Gliedern, das erste Fühlerglied ist oft verlängert und etwas gekrümmt. Die charakteristische Spitze, in die der Hinterleib der Holzwespen am Ende ausgezogen ist, fehlt bei dieser Familie. Der Hinterleib ist langgestreckt walzenförmig und an den Seiten gekielt. Im Flügelgeäder fehlt eine Ader, die Subcosta, vollständig. Wie bei den verwandten Familien fällt beim Weibchen ein langer Legebohrer auf, der in Ruhe gerade ausgestreckt in Verlängerung des Hinterleibs getragen wird. Die eigentlichen Stechborsten (erste und zweite Valven) sind weicher und flexibler als bei den anderen holzbewohnenden Pflanzenwespen. Die umhüllenden dritten Valven sind deutlich breiter, worauf die Namensgebung Bezug nimmt.
Die meisten Arten sind schwarz gefärbt, oft mit gelber, roter oder weißer Zeichnung. Die Flügel sind klar oder rauchgrau getönt.

## Larven
Die Larven erreichen, je nach Art, Längen zwischen 4 und 25 mm. Der Körperbau ist durch die Lebensweise im Inneren von Holz geprägt. Die Larve ist weiß gefärbt und mit Ausnahme der Kopfkapsel weichhäutig, von den Mundwerkzeugen sind vor allem die Mandibeln stark ausgebildet. Am Kopf sitzen eingliedrige Antennen, die Larvalaugen sind rückgebildet. Die drei Thorakalbeinpaare sind kurz und teilweise rückgebildet, Abdominalbeine am Hinterleib fehlen vollständig. Von den Larven der Holzwespen sind sie durch das Labrum unterscheidbar, das symmetrisch aufgebaut ist (bei den Siricidae auffallend asymmetrisch).

## Lebensweise
Die Larven der Schwertwespen leben im Inneren von Holz. Das Weibchen legt in das Holz des Wirtsbaums mit seinem auffallend langen und geraden („schwertförmigen“) Legebohrer meist in geringer Tiefe, direkt unter der Rinde, Eier ab, wobei bei jeder Bohrung mehrere Eier, jeweils durch einen kleinen Zwischenraum getrennt, appliziert werden. Anders als bei den Holzwespen krümmt das Weibchen bei der Eiablage den Hinterleib zum Holz hin ein, spreizt also nicht nur den Legebohrer bauchseitig ab. Die ausschlüpfende Larve gräbt mit ihren Mundwerkzeugen einen Gang in das Holz, den sie später zu einer kleinen Kammer erweitert. Der Gang hinter der Larve ist in der Regel dicht mit Fraßmehl verstopft. Ähnlich wie die Holzwespen, kann die Larve von Holz als Nahrung nur dann leben, wenn dieses zuvor von holzbewohnenden Pilzen teilweise zersetzt worden ist. Jede Schwertwespenart lebt deshalb in Symbiose mit einer Pilzart, deren Sporen das Weibchen in spezialisierten Zellen (sog. Mycangien oder Mycetangien) mitführt und bei der Eiablage zusammen mit dem Ei ins Holz abgibt. Die Mycangia liegen an der Basis des Legebohrers, unter der Subgenitalplatte. Die Pilzarten sind andere als die bei den Holzwespen nachgewiesenen, durch DNA-Analysen wurden bisher zwei Arten gefunden Daldinia decipiens und Entonaema cinnabarina (Schlauchpilze, Familie Holzkeulenverwandte) bei einer Art (Xiphydria longicollis) beide. Die Schwertwespenlarve nagt vor der Puppenruhe einen Gang bis zur Holzoberfläche, aber unterhalb der Rinde, wo sie sich in einer kleinen Kammer verpuppt. Die Verpuppung erfolgt bei der Familie nicht in einem Kokon. Die Imago schlüpft aus dem Holz aus, bei den mitteleuropäischen Arten im Spätsommer oder Frühherbst.
Schwertwespen befallen nur ausnahmsweise Baumstämme. Häufiger findet man die Larven in Ästen mit verhältnismäßig dünnem Querschnitt oder in sehr jungen Stämmchen. Es werden beinahe ausnahmslos tote oder kränkelnde Äste befallen. Die Arten sind oft wirtsspezifisch in einer oder wenigen verwandten Baumarten, wobei aber von sehr vielen Arten die Biologie und die Wirtsart unbekannt sind. Befallen werden weit überwiegend Laubbaumarten, Nachweise aus Nadelhölzern sind meist unsicher und zweifelhaft (inzwischen wurde in Südamerika eine Art Derecyrta auraucariae in der Brasilianischen Araukarie gefunden).

## Systematik
Die Familie Xiphydriidae wird in zwei Unterfamilien gegliedert:
- Derecyrtinae
- Xiphydriinae

Die Verwandtschaftsverhältnisse der Schwertwespen innerhalb der Pflanzenwespen sind nicht mit Sicherheit geklärt. Traditionell wurden sie gemeinsam mit den anderen in Holz lebenden Familien in der Überfamilie der Holzwespenartigen (Siricoidea) geführt. Diese Platzierung ist aber nach neueren Untersuchungen nicht gerechtfertigt, sie beruht auf konvergent durch die Lebensweise entstandenen Merkmalen. Heute wird die Familie meist isoliert in der monotypischen Überfamilie Xiphydrioidea eingeordnet. Die Xiphydrioidea bilden gemeinsam mit den Halmwespen (Cephidae, Cephoidea), den Siricoidea, den Orussidae (Orussoidea) und den Taillenwespen (Apocrita) eine Verwandtschaftsgruppe, deren genaue Phylogenie noch unsicher ist. Die Gruppierung wird manchmal als „Unicalcarida“ bezeichnet.

## Verbreitung

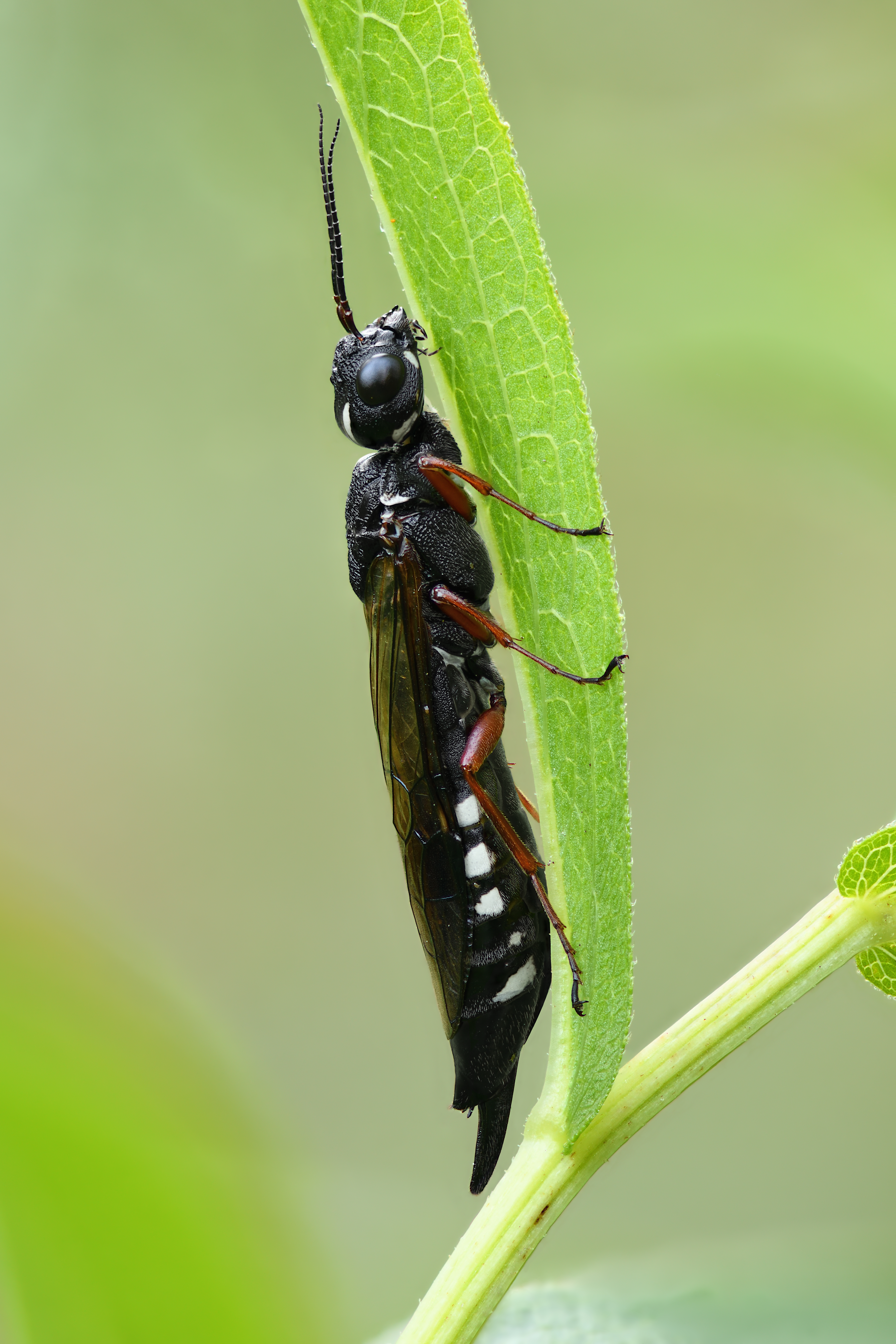
Xiphydria camelus

Die Derecyrtinae leben in Südamerika (eine Gattung Australocyrta mit zwei Arten in Australien). Die Xiphydriinae kommen fast weltweit vor, sie fehlen aber in Afrika.
In Deutschland sind fünf Arten der Familie nachgewiesen:
- Xiphydria betulae (Enslin, 1911). Nachgewiesen in Birke. Möglicherweise nur ein Synonym von megapolitana[7]
- Xiphydria camelus (Linnaeus, 1758). In absterbenden Laubhölzern zahlreicher Arten, besonders häufig Erlen (Alnus) und Birken (Betula).
- Xiphydria longicollis (Geoffroy, 1785). In absterbenden Laubbäumen, besonders in Eichen (Quercus).
- Xiphydria megapolitana (Brauns, 1884). Nachgewiesen in Birken und Erlen. Außerdem angegeben wird Himbeere (Rubus idaeus).
- Xiphydria prolongata (Geoffroy, 1785). Nachgewiesen in Pappeln-, Weiden- und Ulmenholz.

Außerdem lebt in Mittel- und Nordeuropa noch folgende Art:
- Xiphydria picta Konow, 1897. Gebirge Zentral- und Nordeuropas vom Kaukasus bis Spanien, überall selten. Erstbeschrieben aus der Schweiz, auch in Österreich nachgewiesen.[8]

## Wirtschaftliche Bedeutung
Schwertwespen zählen im Allgemeinen nicht zu den bedeutsamen Forstschädlingen. Da sie fast nur Holz von toten und absterbenden Bäumen befallen und dabei Äste oder Stämme geringen Durchmessers bevorzugen, ist der durch sie verursachte Schaden in der Regel gering. In einigen Fällen soll der Befall von Schwertwespen, insbesondere Xiphydria camelus an Erle und Xiphydria longicollis an Eiche, geschädigte Jungbäume bereits herabgesetzter Vitalität abgetötet haben. In einigen Fällen kommt es auch zur Entwertung von Holz als Nutz- und Bauholz durch die Larvenbohrgänge. Die Bedeutung der Schwertwespen reicht aber nie an diejenige der echten Holzwespen heran. Eiablage an trockenem und entrindetem Holz, z. B. Bauholz, tritt nie auf. In der Regel werden noch stehende Bäume belegt.
Die Larven werden häufig mit Holz (vor allem Brennholz) in menschliche Wohnungen eingetragen, wo die später ausschlüpfenden Imagines dann auffallen können.

## Feinde
Die Schwertwespen werden von einer Vielzahl parasitoider Hautflügler befallen. Zahlreiche Schlupfwespen der Familie Aulacidae (Überfamilie Evanioidae) sind auf Schwertwespen spezialisiert und können den Bestand lokal stark begrenzen. Parasitierungsraten von 50 % und darüber sind nicht ungewöhnlich. Aulacus striatus lokalisiert die Schwertwespenlarve anhand der Bohrung, die das Wirtsweibchen hinterlassen hat. Sie bohrt durch das Holz bis in das Wirtsei, in welches sie ihr eigenes Ei ablegt. Die Parasitoidenlarve wächst innerhalb der Wirtslarve heran, die sie abtötet und verlässt, wenn diese sich zur Puppe häuten will. Weitere parasitische Schlupfwespen gehören z. B. zu den echten Schlupfwespen (Ichneumonidae, Tribus Rhyssini, z. B. Gattung Rhysella) und Xiphydriophagus (Familie Pteromalidae). Über die Parasitoide von Xiphydria camelus existiert ein wissenschaftlicher Film der an Universitäten und Lehreinrichtungen sehr oft gezeigt wird.
Schwertwespenlarven sind gemeinsam mit denjenigen der Holzwespen und holzbewohnender Käfer die wichtigste Nahrung zahlreicher Spechtarten.